# Капанов, Адам Адамбекович
Адам Адамбекович Капанов (Adam Kapanov, род. 7 июня 1962, Алма-Ата, Казахская ССР), писатель, журналист, режиссёр, меценат, кандидат биологических наук, член Союза журналистов Казахстана, член Казахстанского национального комитета международной программы ЮНЕСКО «Человек и Биосфера».

## Биография
Родился 7 июня 1962 года в г. Алма-Ата. С 1969 по 1979 годы учился в алма-атинской школе № 25 с углубленным изучением французского языка. В 1984 году закончил биологический факультет Казахского Государственного Университета им. Кирова (ныне КазНУ им. Аль-Фараби). Кандидат биологических наук (1988 г.), с 2006 года — член Союза журналистов Казахстана, автор сценариев, балетных либретто и более 500 журнальных и газетных публикаций. С 2002 по 2010 год — главный редактор первого казахстанского иллюстрированного журнала для мужчин «Сезон ДМ».
Либретто Адама Капанова к двухактному балету «Воздушное кочевье» в 2008 году стало лучшим балетным произведением года и получило Государственный грант Министерства Культуры Казахстана. Два года спустя сюжетная линия спектакля вошла в одноимённую книгу «Воздушное кочевье», выдержавшую несколько изданий. В 2018 году на основе либретто в Государственном театре «Астана Опера» был поставлен одноактный балет «Звуки времени»,, (Sounds of Time) на музыку Актоты Раимкуловой (Казахстан), хореографию Ксении Зверевой (Россия), сценографию Риккардо Масирони (Италия).
Адам Капанов — сценарист и режиссёр ряда документальных фильмов: «И раз, и два, и…», «Загадка Зверева», «Вспоминая будущее», «Живые картины Токо Шинода» и др.. В 1999 году фильм «Вспоминая будущее» о природоохранных традициях кочевников завоевал Приз зрительских симпатий на фестивале «Молодое кино Казахстана». Один из авторов концепции проекта «Право на место под солнцем», реализованного режиссёром Рубеном Казаряном в 30 документальных фильмах на социальные темы. С 2012 по 2014 год участвовал в качестве постоянного приглашенного эксперта в программе о кино Олега Борецкого «Посмотрим, обсудим» на телеканале «Хабар».
Вместе с Эльмирой Ахметовой основал компании «АлемВет» (1999 г) и «Биор Алем» (2009 г.), занимающиеся вопросами здоровья животных, зооиндустрии и биологической безопасности. В настоящее время эти компании не только являются дистрибьюторами мировых производителей, но и поддерживают научные исследования и социальные проекты по ответственному отношению к животным.
Автор культурно-просветительского литературного проекта «Наглядно и понятно» по изданию серии популярных энциклопедий для детей и подростков о единстве живой природы, культуры, искусства и современной цивилизации. Книги серии «Наглядно и понятно» издаются на русском и казахских языках и объединены общим подходом к изложению материала: Природа + Наука, культура, искусство = Уважение к окружающему миру и понимание своего места в нём.
Основатель и участник ряда благотворительных проектов. Учредитель премии «Живая линия» международного литературного фестиваля «Открытая Евразия» для лучших художников-иллюстраторов книг, которая вручалась в Стокгольме (2017), Бангкоке (2018) и Брюсселе (2019). С 2016 года в Сатпаевском университете, вручается премия «Архитектурное призвание», учрежденная Адамом Капановым в память об отце — выдающемся архитекторе Казахстана Адамбеке Кадырбековиче Капанове. Этой премией ежегодно отмечаются самые одаренные выпускники Института архитектуры и дизайна им. Т. К. Басенова. В 2001 году вместе с супругой, бывшей ведущей солисткой, балериной Гульнарой Капановой была основана премия «Дарование» для самых способных выпускников хореографического училища им. А. Селезнева. На протяжении 11 лет эта премия ежегодно вручается со сцены ГНАТОБ им. Абая во время отчетного концерта училища. Член Попечительского совета Алматинского хореографического училища им. А. Селезнева.
Популяризатор науки, журналист и путешественник: побывал на вершине Килиманджаро, в базовом лагере Эвереста, ходил под парусом в любительской регате, участвовал в автомобильной экспедиции в Каракоруме. В 2004 году был включен в группу журналистов из Казахстана для освещения XXVIII летних Олимпийских игр в Афинах. Адам Капанов входит в состав Казахстанского национального комитета международной программы ЮНЕСКО «Человек и Биосфера». В честь А. А. Капанова назван вид бабочки-голубянки из Казахстана, стр164 и вид жука- жужелицы из Северо-Западного Казахстана.

## Семья
Отец: Капанов, Адамбек Кадырбекович (1927—2011 г.) — заслуженный архитектор Казахстана, лауреат Государственной премии СССР, с 1971 по 1983 г. — главный архитектор г. Алма-Аты.
Мать: Алла Николаевна Капанова — преподаватель истории и философии.
Сестра: Загидуллина Алия Адамбековна, профессор, доктор филологических наук.
Жена: Гульнара Жумагалиевна Капанова, ведущая солистка ГАТОБ им. Абая (1995—2005 г.), лауреат международного фестиваля «Приз традиций» (2001 г.) магистр искусств (хореография), преподаватель классического танца и функциональной балетной анатомии в хореографическом училище им. А. Селезнева. Учредительница премии «Дарование» для подающих надежды выпускников хореографического училища им. А. Селезнева.
Сын: Ануар Капанов, магистр архитектуры, докторант Сатпаевского Университета, дизайнер литературного проекта «Наглядно и понятно», директор литературного агентства «КитаБук».
Дочь: Артис Капанова, ученица хореографического училища.

## Фильмография
- И раз, и два, и… (1997 г.)[14]
- Вспоминая будущее. (1998 г.)
- Загадка Зверева. (1999 г.)[15]
- Живые картины Токо Шинода. (2018 г.)[16]
- Немного о лошадях. (2022 г.)[17]